# Мюллер, Карл (протестантский богослов)
Карл Мюллер (нем. Karl Müller, 3 сентября 1852 — 10 февраля 1940) — протестантский богослов.
Был профессором в Гиссене, потом в Бреславле.
Библиография:
- «Der Kampf Ludwigs des Bayern mit der römischen Kurie» (Тюбинген, 1879—1880)
- «Die Anfänge des Minoritenor dens und der Bussbruderschaften» (Фрайбург, 1885)
- «Die Waldenser und ihre einzelnen Gruppen bis zum Anfander XIV Jahrh.» (Гота, 1886)
- «Kirchengeschichte» (т. I, Фрайбург, 1892) и др.